# Iago ab Idwal
Iago ab Idwal fue Rey de Gwynedd (r. 950 - 979) y posiblemente de Powys.
Iago era hijo de Idwal el Calvo pero, a la muerte de su padre en combate en 942, su tío Hywel el Bueno invadió Gwynedd y ocupó el trono. A la muerte de Hywel en 950, Iago y su hermano Idwal (llamado "Ieuaf") consiguieron expulsar a sus primos en la Batalla de Carno y reclamar el reino. Las luchas continuaron, con los hermanos atacando tan al sur como Dyfed en 952 y sus primos alcanzando puntos tan al norte como el Valle de Conwy en 954. Los príncipes del sur fueron finalmente derrotados en la Batalla de Llanrwst y perseguidos hasta Ceredigion. 
Tras la victoria, los hermanos comenzaron a luchar entre sí. Iago tomó a Idwal prisionero en 969 y gobernó durante otra década–, con un breve hiato en 974- antes de que el hijo de Idwal, Hywel le usurpara el trono en 979. No parece haber sobrevivido registros acerca del destino de Iago.

## Niños
- Custennin ab Iago